# Cao Mật Công chúa
Cao Mật Công chúa (chữ Hán: 高密公主, bính âm: Gāomì gōngzhǔ; ? - 655), là công chúa nhà Đường, con gái thứ tư của Đường Cao Tổ Lý Uyên,  chị gái của Đường Thái Tông Lý Thế Dân.
Không rõ mẹ và năm sinh, nhưng được đoán là sinh vảo khoảng giữa năm 589 đến năm 598. Ban đầu xuất giá lấy Trưởng Tôn Hiếu Chính (長孫孝政), sau nghe theo Lý Kiến Thành tái giá với Đoàn Luân (段綸). Đại Nghiệp năm thứ 13 (617), thân phụ Lý Uyên khởi binh tại Thái Nguyên. Chồng bà Đoàn Luân bỏ chạy đến Lam Điền để tập hợp quân đội. Sau khi triều Đường kiến lập, bà được phong là Lãng Tà Công chúa (琅邪公主). Vĩnh Huy năm thứ 6 (655), bà qua đời, trước khi chết bà có thỉnh nguyện muốn lăng mộ của mình được xây dựng hướng về phía đông, phía của Đường Hiến lăng, nơi cha bà Đường Cao Tổ được chôn cất. Sau này khi bà cùng chồng được táng tại Đường Chiêu lăng. Với Trưởng Tôn Hiếu Chính bà có một người con gái là Trưởng Tôn thị, xuất giá lấy Đoàn Mỗ (段某)。
Đoàn Luân là con trai của Đoàn Văn Chấn (段文振). Với Đoàn Luân bà có một người con gái tên Đoàn Gian Bích (段蕑璧; 617 - 651), và một người con trai tên Đoàn Nghiễm (段儼). Đoàn Gian Bích có tên tự là Đàm Nương (昙娘), hiệu là Phi Quốc phu nhân (邳國夫人), xuất giá lấy con trai của Trưởng Tôn Thuận Đức (长孙顺德). Trong số những thê thiếp của con trai bà Đoàn Nghiễm có tằng tôn nữ của Độc Cô Thiện (獨孤善), và Văn An Huyện chúa (文安縣主; 623 - 648), con gái của Lý Nguyên Cát.